# Condado de Winston (Misisipi)
El condado de Winston (en inglés: Winston County), fundado en 1833, es un condado del estado estadounidense de Misisipi. En el año 2000 tenía una población de 20 160 habitantes con una densidad poblacional de 13 personas por km². La sede del condado es Louisville.

## Geografía
Según la Oficina del Censo, el condado tiene un área total de 1580 km² (610 mi²), de la cual 1572 km² (606,9 mi²) es tierra y 8 km² (3,1 mi²) es agua.

## Economía
En el 2000 la renta per cápita promedia del condado era de  28.256 dólares, y el ingreso promedio para una familia era de 33 602. El ingreso per cápita para el condado era de 14 548 dólares. En 2000 los hombres tenían un ingreso per cápita de 28 665 dólares frente a 18.210 para las mujeres. Alrededor del 23,7% de la población estaba bajo el umbral de pobreza nacional.

## Condados adyacentes
- Condado de Oktibbeha (norte)
- Condado de Noxubee (este)
- Condado de Kemper (sureste)
- Condado de Neshoba (sur)
- Condado de Attala (oeste)
- Condado de Choctaw (noroeste)

## Localidades
Ciudades
- Louisville

Pueblos
- Noxapater

Área no incorporada
- High Point

## Principales carreteras
- Carretera 14
- Carretera 15
- Carretera 19
- Carretera 25